# Gig Harbor (Washington)
Gig Harbor je grad u američkoj saveznoj državi Washington. Prema popisu stanovništva iz 2010. u njemu je živjelo 7.126 stanovnika.